# Mazahua
I Mazahua sono un popolo nativo del Messico che abita la parte nord-occidentale dello Stato del Messico e quella nord-orientale del Michoacán, con una presenza anche a Città del Messico dovuta ad una recente migrazione. La maggiore concentrazione di Mazahua si trova nelle municipalità di San Felipe del Progreso e San José del Rincón, entrambe nello Stato del Messico (Estado de México), nei pressi di Toluca. Secondo il censimento messicano del 1990, coloro che parlavano la lingua mazahua erano 127 826. Ethnologue conta oltre 350 000 Mazahua.
Il termine Mazahua è di origine nahuatl, e significa "i padroni del cervo", e fa probabilmente riferimento alla ricca fauna della regione montuosa abitata dai Mazahua. Il nome che loro stessi si danno, però, è Hñatho.
I Mazahua vivono soprattutto grazie alla coltivazione estensiva di mais, zucca e fagioli, ed alla produzione di oggetti artigianali in lana e legno.
Recentemente i Mazahua sono stati colpiti dalla costruzione della diga Cutzamala, che ha costretto numerosi Mazahua, soprattutto donne, ad agire con movimenti per i diritti civili al fine di proteggere le proprie terre ed i diritti umani.
La lingua mazahua appartiene al ramo otomiano delle lingue oto-mangue.